# Unterseeboot 1168
L'Unterseeboot 1168 ou U-1168 est un sous-marin allemand (U-Boot) de type VIIC/41 utilisé par la Kriegsmarine pendant la Seconde Guerre mondiale.
Le sous-marin fut commandé le 2 avril 1942 à Danzig (Danziger Werft), sa quille fut posée le 16 mars 1943, il fut lancé le 2 octobre 1943 et mis en service le 19 janvier 1944, sous le commandement de l'Oberleutnant zur See Martin Grasse.
L'U-1168 n'a, ni coulé, ni endommagé de navire n'ayant pris part à aucune patrouille de guerre.
Il fut sabordé en mai 1945.

## Conception
Unterseeboot type VII, l'U-1168 avait un déplacement de 759 tonnes en surface et 860 tonnes en plongée. Il avait une longueur hors-tout de 67,20 m, un maître-bau de 6,20 m, une hauteur de 9,60 m et un tirant d'eau de 4,74 m. Le sous-marin était propulsé par deux hélices de 1,23 m, deux moteurs diesel Germaniawerft F46 de 6 cylindres en ligne de 1 400 ch à 470 tr/min, produisant un total de 2 060 à 2 350 kW en surface et de deux moteurs électriques Siemens-Schuckert GU 343/38-8 de 375 ch à 295 tr/min, produisant un total 550 kW, en plongée. Le sous-marin avait une vitesse en surface de 17,7 nœuds (32,8 km/h) et une vitesse de 7,6 nœuds (14,1 km/h) en plongée. Immergé, il avait un rayon d'action de 80 nautiques marins (150 km) à 4 nœuds (7,4 km/h; 4,6 milles par heure) et pouvait atteindre une profondeur de 230 m. En surface son rayon d'action était de 8 500 nautiques (soit 15 700 km) à 10 nœuds (19 km/h).
L'U-1168 était équipé de cinq tubes lance-torpilles de 53,3 cm (quatre montés à l'avant et un à l'arrière) et embarquait quatorze torpilles. Il était équipé d'un canon de 8,8 cm SK C/35 (220 coups), d'un canon de 20 mm Flak C30 en affût antiaérien et d'un canon 37 mm Flak M/42 qui tire à 15 350 mètres avec une cadence théorique de 50 coups par minute. Il pouvait transporter 26 mines TMA ou 39 mines TMB. Son équipage comprenait 4 officiers et 40 à 56 sous-mariniers.

## Historique
Il reçoit sa formation de base au sein de la 8. Unterseebootsflottille et dans la 22. Unterseebootsflottille.
Étant toujours en formation à la fin de la guerre, il n’a jamais pris part à une patrouille ou à un combat.
L'U-1168 est sabordé par son équipage le 4 mai 1945 au large de Holnis dans le fjord de Flensburg, à la position 54° 53′ N, 9° 37′ E, répondant à l’ordre lancé de l’Amiral Dönitz pour l’Opération Regenbogen. Selon d'autres sources, le bateau se serait échoué le 5 mai 1945, puis sabordé par son équipage.
L'épave est renflouée après la guerre, puis démolie. 

## Affectations
- 8. Unterseebootsflottille du 19 janvier 1944 au 7 février 1945 (Période de formation).
- 5. Unterseebootsflottille du 8 février 1945 au 4 mai 1945 (Période de formation).

## Commandement
- Oberleutnant zur See Martin Grasse du 19 janvier 1944 à juillet 1944.
- Kapitänleutnant Hans Umlauf de juillet 1944 au 4 mai 1945.